# イヴァン・オルデツ
イヴァン・ミコラヨヴィッチ・オルデツ（Ivan Mykolajovyč Ordec、ウクライナ語: Іван Миколайович Ордець、1992年7月8日 - ）は、ウクライナ・ドネツィク州出身のプロサッカー選手。ブンデスリーガ・VfLボーフム所属。ポジションはDF。

## クラブ経歴
5歳の時にFCシャフタール・ドネツクのユースアカデミーに入り、13歳のときにユースチームに昇格。2009年にトップチームに昇格。2011年にFCイリチヴェツ・マリウポリにローン移籍し、主力として活躍。2014年にシャフタールに復帰。2016-17シーズンには4ゴールを決めた。
2019年夏にFCディナモ・モスクワに移籍。加入後中心選手に定着。ファンからの高い人気を集め、2021年11月には2024年までの契約延長に合意した。
しかし、2022年2月に2022年ロシアのウクライナ侵攻が勃発。それに伴い、FIFAによるロシアクラブに所属する外国人選手の特例措置としてローン移籍が認められ、同年7月10日にVfLボーフムへのローン移籍が決定した。

## 代表歴
2007年から7年間、ユース世代のウクライナ代表でプレー。2014年にフル代表に招集。5月13日のニジェール戦で代表戦初出場。しかし、主要大会出場はなく、2018年以降は未招集となっている。